# Liste des monuments historiques de Mirepoix
Ce tableau présente la liste de tous les monuments historiques classés ou inscrits dans la ville de Mirepoix, Ariège, en France.

## Liste
| Monument                             | Adresse                                                 | Coordonnées                      | Notice         | Protection     | Date      | Illustration |
| ------------------------------------ | ------------------------------------------------------- | -------------------------------- | -------------- | -------------- | --------- | --- |
| Cathédrale Saint-Maurice de Mirepoix | Rue du Maréchal-Clauzel                                 | 43° 05′ 15″ nord, 1° 52′ 27″ est | « PA00093826 » | Classé         | 1907      | Cathédrale Saint-Maurice de Mirepoix |
| Château de Terride                   |                                                         | 43° 05′ 59″ nord, 1° 52′ 47″ est | « PA00093827 » | Classé         | 1875      | Château de Terride |
| Fontaine des Cordeliers              |                                                         | 43° 05′ 56″ nord, 1° 52′ 37″ est | « PA00093829 » | Inscrit        | 1927      | Fontaine des Cordeliers |
| Hôtel de ville                       | place du Maréchal-Leclerc                               | 43° 05′ 18″ nord, 1° 52′ 26″ est | « PA00093830 » | Inscrit        | 1929      | Hôtel de ville |
| Maisons                              | 50 place du Maréchal-Leclerc                            | 43° 05′ 18″ nord, 1° 52′ 30″ est | « PA00093882 » | Inscrit        | 1929      | Image manquante Téléverser |
| Maison Amouroux                      | 18 place du Maréchal-Leclerc                            | 43° 05′ 19″ nord, 1° 52′ 26″ est | « PA00093832 » | Inscrit        | 1929      | Maison Amouroux |
| Maison Ancely                        | 17bis place du Maréchal-Leclerc                         | 43° 05′ 19″ nord, 1° 52′ 26″ est | « PA00093833 » | Inscrit        | 1929      | Image manquante Téléverser |
| Maison Andrieu                       | 20 place du Maréchal-Leclerc                            | 43° 05′ 19″ nord, 1° 52′ 25″ est | « PA00093834 » | Inscrit        | 1929      | Image manquante Téléverser |
| Maison Baillus                       | 35 place du Maréchal-Leclerc                            | 43° 05′ 17″ nord, 1° 52′ 28″ est | « PA00093835 » | Inscrit        | 1929      | Image manquante Téléverser |
| Maison Bauzil                        | 46 place du Maréchal-Leclerc                            | 43° 05′ 18″ nord, 1° 52′ 30″ est | « PA00093836 » | Inscrit        | 1929      | Image manquante Téléverser |
| Maison Bédrède                       | 32 place du Maréchal-Leclerc                            | 43° 05′ 17″ nord, 1° 52′ 26″ est | « PA00093837 » | Inscrit        | 1929      | Image manquante Téléverser |
| Maison Berteil                       | 19 place du Maréchal-Leclerc                            | 43° 05′ 19″ nord, 1° 52′ 25″ est | « PA00093838 » | Inscrit        | 1929      | Image manquante Téléverser |
| Maison Binotto                       | 1 avenue des Pyrénées                                   | 43° 05′ 10″ nord, 1° 51′ 31″ est | « PA09000033 » | Inscrit        | 2018      | Image manquante Téléverser |
| Maison Bonnafous                     | 17 place du Maréchal-Leclerc                            | 43° 05′ 19″ nord, 1° 52′ 26″ est | « PA00093839 » | Inscrit        | 1929      | Image manquante Téléverser |
| Maison Brustier                      | 16 place du Maréchal-Leclerc                            | 43° 05′ 19″ nord, 1° 52′ 26″ est | « PA00093840 » | Inscrit        | 1929      | Image manquante Téléverser |
| Maison Carretier                     | 3 place Philippe de Lévis                               | 43° 05′ 16″ nord, 1° 52′ 30″ est | « PA00093841 » | Inscrit        | 1929      | Image manquante Téléverser |
| Maison Castignolles                  | 10bis place Philippe de Lévis                           | 43° 05′ 15″ nord, 1° 52′ 30″ est | « PA00093842 » | Inscrit        | 1929      | Image manquante Téléverser |
| Maison Clerc                         | 21 place du Maréchal-Leclerc                            | 43° 05′ 19″ nord, 1° 52′ 25″ est | « PA00093843 » | Inscrit        | 1929      | Image manquante Téléverser |
| Maison Consigné                      | 49 place du Maréchal-Leclerc                            | 43° 05′ 18″ nord, 1° 52′ 30″ est | « PA00093844 » | Inscrit        | 1929      | Image manquante Téléverser |
| Maison des consuls                   | 6 place du Maréchal-Leclerc                             | 43° 05′ 19″ nord, 1° 52′ 29″ est | « PA00093831 » | Classé Inscrit | 1915 1993 | Maison des consulsGratien Leblanc, « La "Maison des Consuls" de Mirepoix (Ariège) », dans Mémoires de la Société archéologique du Midi de la France, 1973, tome 38, p. 93-125 (lire en ligne) |
| Maison Cot                           | 9 place Philippe de Lévis                               | 43° 05′ 15″ nord, 1° 52′ 30″ est | « PA00093845 » | Inscrit        | 1929      | Image manquante Téléverser |
| Maison Dantoine                      | 7 place Philippe de Lévis                               | 43° 05′ 16″ nord, 1° 52′ 30″ est | « PA00093846 » | Inscrit        | 1929      | Image manquante Téléverser |
| Maison Darail                        | 11 place du Maréchal-Leclerc                            | 43° 05′ 19″ nord, 1° 52′ 27″ est | « PA00093847 » | Inscrit        | 1929      | Image manquante Téléverser |
| Maison Daraux                        | 6 place Philippe de Lévis                               | 43° 05′ 16″ nord, 1° 52′ 30″ est | « PA00093848 » | Inscrit        | 1929      | Image manquante Téléverser |
| Maison Dauriac                       | 25 place du Maréchal-Leclerc                            | 43° 05′ 18″ nord, 1° 52′ 24″ est | « PA00093849 » | Inscrit        | 1929      | Image manquante Téléverser |
| Maison Dedieu                        | 5 place Philippe de Lévis                               | 43° 05′ 16″ nord, 1° 52′ 30″ est | « PA00093850 » | Inscrit        | 1929      | Image manquante Téléverser |
| Maison Degeilh                       | 1 place Philippe de Lévis                               | 43° 05′ 17″ nord, 1° 52′ 30″ est | « PA00093851 » | Inscrit        | 1929      | Image manquante Téléverser |
| Maison Delcurron                     | 2 place Philippe de Lévis                               | 43° 05′ 16″ nord, 1° 52′ 30″ est | « PA00093852 » | Inscrit        | 1929      | Image manquante Téléverser |
| Maison Deumie                        | 10 place Philippe de Lévis                              | 43° 05′ 15″ nord, 1° 52′ 30″ est | « PA00093853 » | Inscrit        | 1929      | Image manquante Téléverser |
| Maison Dubié                         | 14 place du Maréchal-Leclerc                            | 43° 05′ 19″ nord, 1° 52′ 27″ est | « PA00093854 » | Inscrit        | 1929      | Image manquante Téléverser |
| Maison d'Espéronnat                  | 8 place Philippe de Lévis                               | 43° 05′ 15″ nord, 1° 52′ 30″ est | « PA00093855 » | Inscrit        | 1929      | Image manquante Téléverser |
| Maison Génis                         | 13 place du Maréchal-Leclerc                            | 43° 05′ 19″ nord, 1° 52′ 27″ est | « PA00093856 » | Inscrit        | 1929      | Image manquante Téléverser |
| Maison Jammes                        | 4 place du Maréchal-Leclerc                             | 43° 05′ 19″ nord, 1° 52′ 29″ est | « PA00093857 » | Inscrit        | 1929      | Image manquante Téléverser |
| Maison Labadie                       | 5 place du Maréchal-Leclerc                             | 43° 05′ 19″ nord, 1° 52′ 29″ est | « PA00093858 » | Inscrit        | 1929      | Image manquante Téléverser |
| Maison Labatut                       | 2 place du Maréchal-Leclerc                             | 43° 05′ 19″ nord, 1° 52′ 29″ est | « PA00093860 » | Inscrit        | 1929      | Image manquante Téléverser |
| Maison Laborde                       | 1 place du Maréchal-Leclerc                             | 43° 05′ 19″ nord, 1° 52′ 30″ est | « PA00093859 » | Inscrit        | 1929      | Image manquante Téléverser |
| Maison Laffitte                      | 42 place du Maréchal-Leclerc                            | 43° 05′ 17″ nord, 1° 52′ 30″ est | « PA00093861 » | Inscrit        | 1929      | Image manquante Téléverser |
| Maison Madron                        | 7 place du Maréchal-Leclerc                             | 43° 05′ 19″ nord, 1° 52′ 28″ est | « PA00093862 » | Inscrit        | 1929      | Image manquante Téléverser |
| Maison Mario                         | 8 place du Maréchal-Leclerc                             | 43° 05′ 19″ nord, 1° 52′ 28″ est | « PA00093863 » | Inscrit        | 1929      | Image manquante Téléverser |
| Maison Meric                         | 9 place du Maréchal-Leclerc                             | 43° 05′ 19″ nord, 1° 52′ 28″ est | « PA00093864 » | Inscrit        | 1929      | Image manquante Téléverser |
| Maison Moncla                        | 47 place du Maréchal-Leclerc                            | 43° 05′ 18″ nord, 1° 52′ 30″ est | « PA00093865 » | Inscrit        | 1929      | Image manquante Téléverser |
| Maison Murat                         | 36 place du Maréchal-Leclerc                            | 43° 05′ 17″ nord, 1° 52′ 28″ est | « PA00093866 » | Inscrit        | 1929      | Image manquante Téléverser |
| Maison Nayrac                        | 37 place du Maréchal-Leclerc                            | 43° 05′ 17″ nord, 1° 52′ 29″ est | « PA00093867 » | Inscrit        | 1929      | Image manquante Téléverser |
| Maison Pauton                        | 38 place du Maréchal-Leclerc                            | 43° 05′ 17″ nord, 1° 52′ 29″ est | « PA00093868 » | Inscrit        | 1929      | Image manquante Téléverser |
| Maison Pelin                         | 39 place du Maréchal-Leclerc                            | 43° 05′ 17″ nord, 1° 52′ 29″ est | « PA00093869 » | Inscrit        | 1929      | Image manquante Téléverser |
| Maison Peyrot                        | 48 place du Maréchal-Leclerc                            | 43° 05′ 18″ nord, 1° 52′ 31″ est | « PA00093870 » | Inscrit        | 1929      | Image manquante Téléverser |
| Maison Pons                          | 45 place du Maréchal-Leclerc                            | 43° 05′ 17″ nord, 1° 52′ 30″ est | « PA00093871 » | Inscrit        | 1929      | Image manquante Téléverser |
| Maison Porcher                       | 44 place du Maréchal-Leclerc                            | 43° 05′ 17″ nord, 1° 52′ 30″ est | « PA00093872 » | Inscrit        | 1929      | Image manquante Téléverser |
| Maison Ribes                         | 40 place du Maréchal-Leclerc                            | 43° 05′ 17″ nord, 1° 52′ 29″ est | « PA00093873 » | Inscrit        | 1929      | Image manquante Téléverser |
| Maison Rigaud                        | 33 place du Maréchal-Leclerc                            | 43° 05′ 17″ nord, 1° 52′ 26″ est | « PA00093874 » | Inscrit        | 1929      | Image manquante Téléverser |
| Maison Ripoll                        | 34 place du Maréchal-Leclerc                            | 43° 05′ 17″ nord, 1° 52′ 27″ est | « PA00093875 » | Inscrit        | 1929      | Image manquante Téléverser |
| Maison Robert                        | 43 place du Maréchal-Leclerc                            | 43° 05′ 17″ nord, 1° 52′ 30″ est | « PA00093876 » | Inscrit        | 1929      | Image manquante Téléverser |
| Maison Salettes                      | 22 place du Maréchal-Leclerc                            | 43° 05′ 19″ nord, 1° 52′ 24″ est | « PA00093877 » | Inscrit        | 1929      | Image manquante Téléverser |
| Maison Senié                         | 23 place du Maréchal-Leclerc                            | 43° 05′ 18″ nord, 1° 52′ 24″ est | « PA00093878 » | Inscrit        | 1929      | Image manquante Téléverser |
| Maison Sibra                         | 4 place Philippe de Lévis                               | 43° 05′ 16″ nord, 1° 52′ 30″ est | « PA00093879 » | Inscrit        | 1929      | Image manquante Téléverser |
| Maison Sugur                         | 24 place du Maréchal-Leclerc                            | 43° 05′ 18″ nord, 1° 52′ 24″ est | « PA00093880 » | Inscrit        | 1929      | Image manquante Téléverser |
| Maison Vergnes                       | 12 place du Maréchal-Leclerc                            | 43° 05′ 19″ nord, 1° 52′ 27″ est | « PA00093881 » | Inscrit        | 1929      | Image manquante Téléverser |
| Palais épiscopal de Mirepoix         | Rue du Maréchal-Clauzel                                 | 43° 05′ 16″ nord, 1° 52′ 26″ est | « PA00093828 » | Classé         | 1999      | Palais épiscopal de Mirepoix |
| Porte d'Avail                        | Rue Monseigneur-de-Cambon Cours du Maréchal-de-Mirepoix | 43° 05′ 19″ nord, 1° 52′ 20″ est | « PA00093883 » | Classé         | 1930      | Porte d'Avail |